# La Bonneville-sur-Iton
Pour les articles homonymes, voir Bonneville et Iton (homonymie).
La Bonneville-sur-Iton est une commune française située dans le département de l'Eure en région Normandie.
Les habitants sont des Bonnevillois.

## Géographie

### Localisation
Village du pays d'Ouche.
| Ferrières-Haut-Clocher | Caugé                  | Saint-Sébastien-de-Morsent |
| Glisolles              | La Bonneville-sur-Iton | Aulnay-sur-Iton            |
| Glisolles              | Les Ventes             | Les Ventes                 |

### Hydrographie
La commune est située dans le bassin Seine-Normandie. Elle est drainée par l'Iton et divers autres petits cours d'eau,.
L'Iton, d'une longueur de 132 km, prend sa source dans la commune de Mahéru et se jette  dans l'Eure à Acquigny, après avoir traversé 39 communes.Les caractéristiques hydrologiques de l'Iton sont données par la station hydrologique située sur la commune de Gaudreville-la-Rivière. Le débit moyen mensuel est de 0,489 m3/s. Le débit moyen journalier maximum est de 9,23 m3/s, atteint lors de la crue du 20 janvier 2024. Le débit instantané maximal est quant à lui de 10,1 m3/s, atteint le 19 janvier 2024.

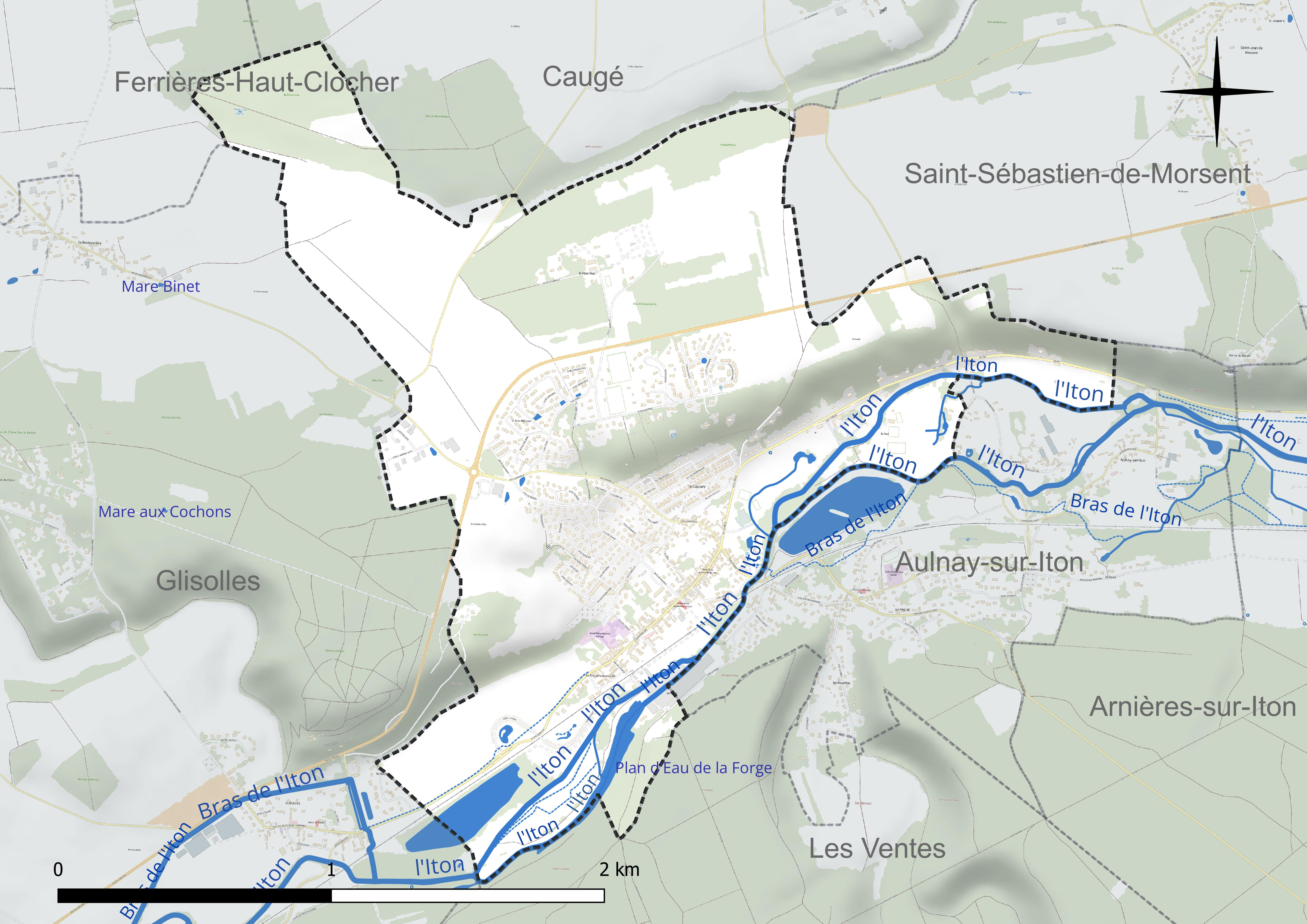
Réseau hydrographique de la Bonneville-sur-Iton.

Deux plans d'eau complètent le réseau hydrographique : la ballastière, d'une superficie totale de 5,2 ha (3,8 ha sur la commune) et le plan d'eau de la Forge, d'une superficie totale de 2,2 ha (2,1 ha sur la commune),.

### Climat
Pour des articles plus généraux, voir Climat de la Normandie et Climat de l'Eure.
En 2010, le climat de la commune est de type climat océanique dégradé des plaines du Centre et du Nord, selon une étude du CNRS s'appuyant sur une série de données couvrant la période 1971-2000. En 2020, Météo-France publie une typologie des climats de la France métropolitaine dans laquelle la commune est exposée à un climat océanique et est dans la région climatique  Côtes de la Manche orientale, caractérisée par un faible ensoleillement (1 550 h/an) ; forte humidité de l’air (plus de 20 h/jour avec humidité relative > 80 % en hiver), vents forts fréquents. Parallèlement le GIEC normand, un groupe régional d’experts sur le climat, différencie quant à lui, dans une étude de 2020, trois grands types de climats pour la région Normandie, nuancés à une échelle plus fine par les facteurs géographiques locaux. La commune est, selon ce zonage, exposée à un « climat des plateaux abrités », correspondant aux plaines agricoles de l’Eure, avec une pluviométrie beaucoup plus faible que dans la plaine de Caen en raison du double effet d’abri provoqué par les collines du Bocage normand et par celles qui s’étendent sur un axe du Pays d'Auge au Perche.
Pour la période 1971-2000, la température annuelle moyenne est de 10,7 °C, avec  une amplitude thermique annuelle de 14,3 °C. Le cumul annuel moyen de précipitations est de 637 mm, avec 10,7 jours de précipitations en janvier et 8 jours en juillet. Pour la période 1991-2020, la température moyenne annuelle observée sur la station météorologique la plus proche, située sur la commune de Guichainville à 11 km à vol d'oiseau, est de 11,1 °C et le cumul annuel moyen de précipitations est de 659,6 mm,. Pour l'avenir, les paramètres climatiques de la commune estimés pour 2050 selon différents scénarios d’émission de gaz à effet de serre sont consultables sur un site dédié publié par Météo-France en novembre 2022.

## Urbanisme

### Typologie
Au 1er janvier 2024, La Bonneville-sur-Iton est catégorisée bourg rural, selon la nouvelle grille communale de densité à 7 niveaux définie par l'Insee en 2022.
Elle appartient à l'unité urbaine de La Bonneville-sur-Iton, une agglomération intra-départementale dont elle est ville-centre,. Par ailleurs la commune fait partie de l'aire d'attraction d'Évreux, dont elle est une commune de la couronne,. Cette aire, qui regroupe 108 communes, est catégorisée dans les aires de 50 000 à moins de 200 000 habitants,.

### Occupation des sols
L'occupation des sols de la commune, telle qu'elle ressort de la base de données européenne d’occupation biophysique des sols Corine Land Cover (CLC), est marquée par l'importance des territoires agricoles (44,3 % en 2018), en diminution par rapport à 1990 (52 %). La répartition détaillée en 2018 est la suivante : 
terres arables (34,1 %), zones urbanisées (28 %), forêts (27,7 %), zones agricoles hétérogènes (10,2 %). L'évolution de l’occupation des sols de la commune et de ses infrastructures peut être observée sur les différentes représentations cartographiques du territoire : la carte de Cassini (XVIIIe siècle), la carte d'état-major (1820-1866) et les cartes ou photos aériennes de l'IGN pour la période actuelle (1950 à aujourd'hui).

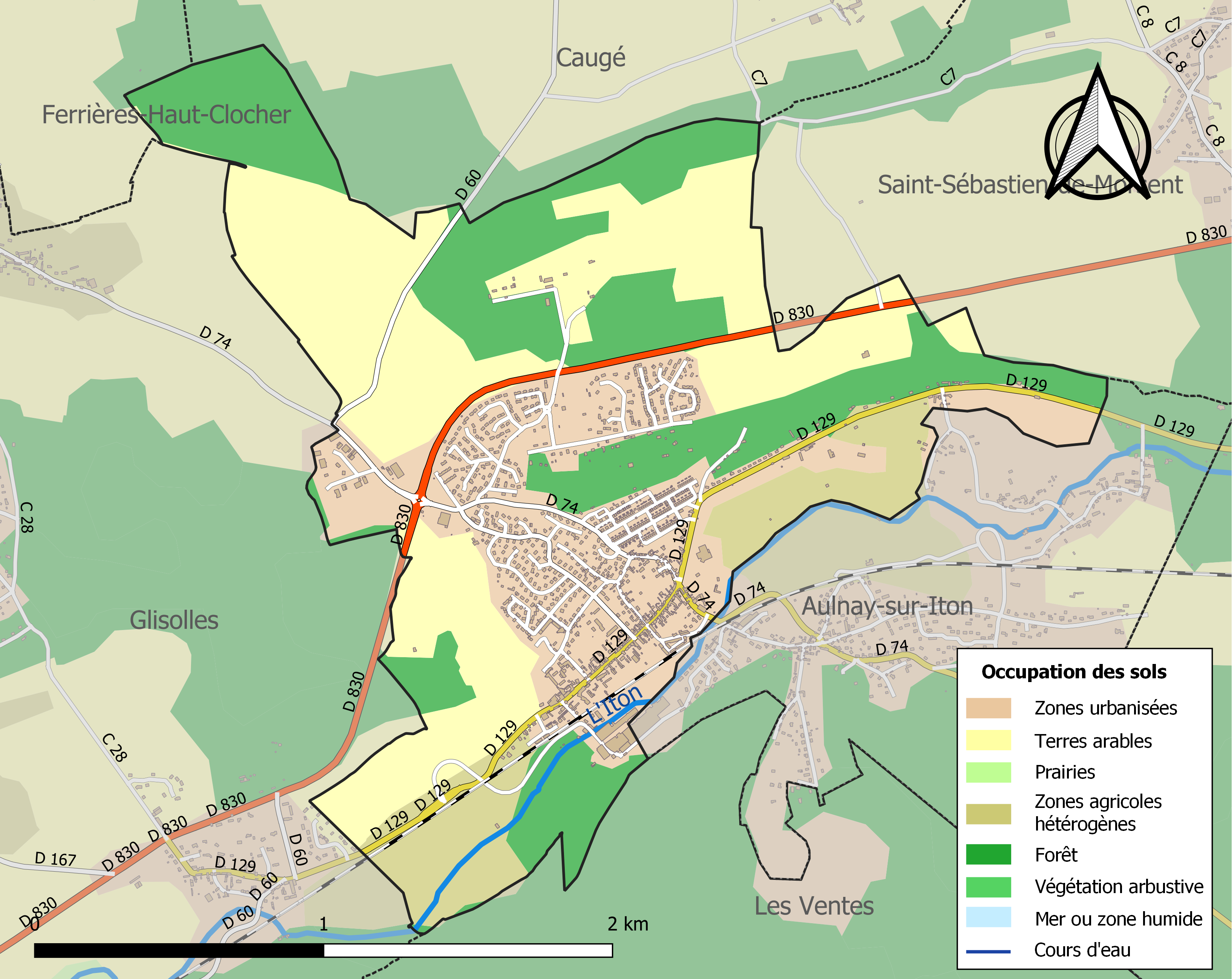
Carte des infrastructures et de l'occupation des sols de la commune en 2018 (CLC).

## Toponymie
Le nom de la localité est attesté sous les formes Bonavilla (charte de l’impératrice Mathilde) ou Bona Villa vers 1144, La Bonneville sur Iton en 1828 (L. Dubois).
Située sur le cours de la rivière Iton.

## Histoire

### Héraldique
| Armes de La Bonneville-sur-Iton | Ces armes peuvent se blasonner ainsi aujourd’hui : d'or au bœuf de gueules |

## Politique et administration

### Liste des maires
| Période                                  | Période                    | Identité         | Étiquette | Qualité                                                                                   |
| ---------------------------------------- | -------------------------- | ---------------- | --------- | ----------------------------------------------------------------------------------------- |
| juin 1995                                | septembre 2013 (démission) | Robert Bouteloup | PS        | Retraité Vice-président de la CC du Pays de Conches                                       |
| 9 octobre 2013                           | En cours (au 5 juin 2020)  | Olivier Rioult   | PS        | Projeteur en électricité générale 8e vice-président de la CC du Pays de Conches (2020 → ) |
| Les données manquantes sont à compléter. |                            |                  |           |                                                                                           |

## Démographie
L'évolution du nombre d'habitants est connue à travers les recensements de la population effectués dans la commune depuis 1793. Pour les communes de moins de 10 000 habitants, une enquête de recensement portant sur toute la population est réalisée tous les cinq ans, les populations de référence des années intermédiaires étant quant à elles estimées par interpolation ou extrapolation. Pour la commune, le premier recensement exhaustif entrant dans le cadre du nouveau dispositif a été réalisé en 2007.

En 2022, la commune comptait 2 045 habitants, en évolution de −6,28 % par rapport à 2016 (Eure : −0,25 %, France hors Mayotte : +2,11 %).
| 1793 | 1800 | 1806 | 1821 | 1831 | 1836 | 1841 | 1846 | 1851 |
| ---- | ---- | ---- | ---- | ---- | ---- | ---- | ---- | ---- |
| 359  | 416  | 399  | 363  | 439  | 439  | 411  | 456  | 401  |

| 1856 | 1861 | 1866 | 1872 | 1876 | 1881 | 1886 | 1891 | 1896 |
| ---- | ---- | ---- | ---- | ---- | ---- | ---- | ---- | ---- |
| 400  | 417  | 428  | 400  | 392  | 380  | 390  | 428  | 434  |

| 1901 | 1906 | 1911 | 1921 | 1926 | 1931 | 1936 | 1946  | 1954  |
| ---- | ---- | ---- | ---- | ---- | ---- | ---- | ----- | ----- |
| 486  | 585  | 666  | 770  | 900  | 972  | 955  | 1 019 | 1 043 |

| 1962  | 1968  | 1975  | 1982  | 1990  | 1999  | 2006  | 2007  | 2012  |
| ----- | ----- | ----- | ----- | ----- | ----- | ----- | ----- | ----- |
| 1 155 | 1 120 | 1 316 | 1 485 | 2 061 | 2 180 | 2 289 | 2 305 | 2 282 |

| 2017  | 2022  | - | - | - | - | - | - | - |
| ----- | ----- | - | - | - | - | - | - | - |
| 2 131 | 2 045 | - | - | - | - | - | - | - |

## Culture locale et patrimoine

### Lieux et monuments
- Les ruines de l'abbaye cistercienne de la Noë, fondée en 1144 par la reine Mathilde.
- Église Saint-Pierre : elle conserve deux vitraux de François Décorchemont, Jeanne d'Arc (1961) et Procession d'enfants vers l'église de La Bonneville-sur-Iton (1962).

### Patrimoine naturel
La forêt d'Évreux (dont une partie se trouve comprise sur le territoire de la commune), est en zone naturelle d'intérêt écologique, faunistique et floristique.